# Eclectochromis lobochilus
Eclectochromis lobochilus là một loài cá thuộc họ Cichlidae. Nó được tìm thấy ở Malawi, Mozambique, and Tanzania. Its đặc hữu to lake Malawi.